# Viewpoint School
La Viewpoint School è una scuola diurna privata, aconfessionale e senza scopo di lucro, situata a Calabasas, in California . La scuola è mista, con studenti iscritti dalla scuola materna fino al 12º anno. Le iscrizioni nell'anno scolastico 2014-15 sono state 1.200, rendendola la quarta istituzione più grande della California Association of Independent Schools (CAIS).

## Storia
Nel primo anno della Viewpoint School, nel 1961, occupò strutture in affitto a Encino, in California, e accolse 24 studenti. La signora Thelma Sitton è stata la prima preside della scuola. L'iscrizione e il riconoscimento della scuola sono cresciuti. Parti del campus si sono spostate a ovest e per diversi anni hanno condiviso lo spazio con una chiesa in Platt Avenue a Woodland Hills. Per l'anno scolastico 1965-1966, Viewpoint trasferì le classi 6, 7 e 8 nella sua attuale sede a Calabasas, costruendo lì il suo primo edificio. Poco dopo seguì un edificio scolastico inferiore permanente.
Con l'aumentare delle iscrizioni negli anni '60 e '70, Viewpoint includeva ulteriori classi per soddisfare la domanda e qui si diplomò la sua prima classe senior nel 1982. Quell'anno è iniziata anche la costruzione del secondo edificio accademico di Viewpoint. Art O'Leary è stato preside di Viewpoint dal 1980 al 1986. Il Dr. Robert J. Dworkoski ha iniziato il suo mandato dopo il pensionamento di O'Leary nel 1986. Nel giugno 2014, dopo 28 anni come preside, il Dr. Dworkoski è passato al ruolo di Presidente della Viewpoint Educational Foundation. Durante l'anno scolastico 2014-15, Paul Rosenbaum è stato a capo della scuola ad interim. A partire da giugno 2015, Mark McKee è a capo della scuola.
Nel 2005, Viewpoint ha aperto un terzo edificio nella prima fase del Master Plan della Scuola. Un nuovo campo di atletica è stato completato nel 2007, una biblioteca nel 2009 e una nuova struttura artistica e atletica di 75.000 piedi quadrati (7.000 m2) è stata completata nell'autunno 2011. Comprende aule all'avanguardia, laboratori scientifici e studi d'arte. Il Paul Family Athletic Center dispone di una palestra da 900 posti per pallavolo e basket, oltre a spazio aggiuntivo per un centro fitness, spogliatoi e uffici degli allenatori. Nel febbraio 2015, la scuola ha aperto il Balaban-Webster Team Center di 4.100 piedi quadrati per migliorare ulteriormente le strutture sportive della scuola.

## Controversia
Viewpoint è stata coinvolta in accuse di cattiva condotta degli insegnanti e controllo della sigaretta elettronica.

## Atletica
Viewpoint School mette a disposizione 22 squadre di atletica del college nella sezione meridionale della California Interscholastic Federation. Le squadre competono anche a livello Junior Varsity e scuola media. I Patriots hanno vinto 18 Campionati CIF Southern Section negli ultimi otto anni. Dal 2008, le squadre di atletica della scuola superiore di Viewpoint hanno vinto 57 titoli di squadra e campionati individuali e nove titoli della sezione meridionale CIF. Viewpoint è stata insignita della Commissioner's Cup, che riconosce "l'eccellenza globale nella competizione interscolastica" per il suo programma atletico per ragazzi nel 2006-07. Sette dei team di Viewpoint sono stati riconosciuti come CIF All-Academic negli ultimi 12 anni.

## Alumni notevoli
- Tiffany Trump (classe 2012) - socialite e figlia dell'uomo d'affari e 45º presidente degli Stati Uniti, Donald Trump[4]
- Geoffrey Chizever (classe 2004) - analista di tennis per ESPN+, produttore per Tennis Channel ed ex membro e campione dell'UC Berkeley
- Max Cutler (classe 2009) - uomo d'affari e fondatore della piattaforma di podcasting Parcast[5]